# Science-Fiction-Jahr 1919
Übersicht

◄◄ | ◄ | 1915 | 1916 | 1917 | 1918 | Science-Fiction-Jahr 1919 | 1920 | 1921 | 1922 | 1923 | ► | ►►

Weitere Ereignisse

## Neuerscheinungen Literatur
| Deutscher Titel                                  | Deutschsprachiges Erscheinungsjahr | Originaltitel                             | Autor                  | Anmerkungen |
| ------------------------------------------------ | ---------------------------------- | ----------------------------------------- | ---------------------- | ----------- |
| Baltasar Tipho                                   | –                                  | –                                         | Hans Flesch-Brunningen |             |
| Das erstaunliche Abenteuer der Expedition Barsac | 1978                               | L’Etonnante Aventure de la mission Barsac | Jules & Michel Verne   |             |
| Die Herrin der Welt                              | –                                  | –                                         | Karl Figdor            |             |
| Im Saturnsystem                                  | –                                  | –                                         | Otto Schultzky         |             |
| Schätze der Tiefe                                | –                                  | –                                         | Hans Dominik           |             |

## Neuerscheinungen Filme
| Deutscher Titel     | Deutschsprachiges Erscheinungsjahr | Originaltitel             | Regie                        | Anmerkungen                                                                         |
| ------------------- | ---------------------------------- | ------------------------- | ---------------------------- | ----------------------------------------------------------------------------------- |
| Die Herrin der Welt | –                                  | –                         | Joe May                      | gilt als die erste bedeutende Monumentalfilmproduktion der deutschen Filmgeschichte |
|                     |                                    | The First Men in the Moon | Bruce Gordon, J. L. V. Leigh |                                                                                     |

## Geboren
- John Boyd, Pseudonym von Boyd Bradfield Upchurch († 2013)
- Ronald Chetwynd-Hayes († 2001)
- Anatoli Dneprow († 1975)
- Mihu Dragomir († 1964)
- Klára Fehér († 1996)
- Constantine Fitzgibbon († 1983)
- David Graham, Pseudonym von Robert Hale († 1994)
- Eric Koch († 2018)
- Robert W. Krepps († 1980)
- David A. Kyle († 2016)
- Doris Lessing († 2013)
- Dimitar Peew († 1996)
- Luděk Pešek († 1999)
- Frederik Pohl († 2013)
- Rick Raphael († 1994)
- E. C. Tubb († 2010)
- R. M. Wallisfurth
- Edward Wellen († 2011)

## Gestorben
- Friedrich Jacobsen (* 1853)
- Wilhelm Middeldorf (* 1874)
- August Wilhelm Otto Niemann (* 1839)